# شركة ميتسوبيشي للكيماويات
شركة ميتسوبيشي للكيماويات (بالإنجليزية:Mitsubishi Chemical Corporation ( اختصارًا MCC) ، باليابانية: 三菱ケミカル株式会社)، هي شركة تابعة لشركة ميتسوبيشي للكيماويات القابضة. هي شركة يابانية اندمجت مع شركة ميتسوبيشي فارما في عام 2005 لتأسيس الشركة الأم ميتسوبيشي للكيماويات القابضة. بينما تُعد شركة ميتسوبيشي للكيماويات أكبر شركة كيميائية مقرها في اليابان.
من بين علاماتها التجارية سابقا شركة Verbatim لصناعة الأقراص الصلبة ووحدات التخزين. هناك شراكات اخرى لشركة ميتسوبيشي للكيماويات حيث أنها شريك مع شركة Oji Paper في ملكية شركة Yupo للورق الصناعي (Synthetic paper).

## أنظر أيضا
- ميتسوبيشي كاجاكو ميديا [الإنجليزية]

## روابط خارجية
- الموقع الرسمي